# فردریک لوسیان
فردریک لوسیان (فرانسوی: Frédéric Lancien‎؛ زادهٔ ۱۴ فوریهٔ ۱۹۷۱) دوچرخه‌سوار اهل فرانسه است.